# Мюллер, Питер Лодевик
Питер Лодевик Мюллер (нидерл. Pieter Lodewijk Muller (1842—1904) — нидерландский историк. Профессор в Гронингене, затем в Лейдене.
Главные его труды:
- «De staat der vereenigde Nederlanden in de jaren zyner wording 1572—1594» (Гарл., 1872),
- «Wilhelm von Оranien und Georg Friedrich von Waldeck» (Гаага, 1873—1880),
- «De Unie van Utrecht» (Утрехт, 1878),
- «Documents concernant le Duc d’Anjou» (вместе с Дигериком, Утрехт, 1889 и сл.).